# Shindō Reimei
Shindō Reimei (japanisch 真道 黎明; geboren 21. Mai 1897 in Uto (Präfektur Kumamoto); gestorben 17. November 1978 in Kyōto) war ein japanischer Maler der Nihonga-Richtung.

## Leben und Werk
Shindō Reimei wurde in Uto auf Kyūshū geboren. 1911 ging er nach Tokio und besuchte die Schule „Nihon Gakuen“ (日本学園). 1915 begann er ein Studium der Malerei im Nihonga-Stil am Nihon Bijutsuin. 1917 wurde er mit dem Bild „Kiri no hana“ (桐の花) „Paulownia-Blume“ zum ersten Mal zur 4. „Inten“ zugelassen. 1921 wurde er Mitglied des Nihon Bijutsuin.
Er erhielt künstlerische Ratschläge von den Malern Yokoyama Taikan, Yasuda Yukihiko, Kobayashi Kokei und anderen und bildete sich unter Katayama Nampū weiter. Er stellte laufend auf der „Inten“ aus, unter anderem
- auf der 6. „Kasugayama“ (春日山) – „Kasugaberge (Nara)“,
- auf der 40. „Ejiputo gensō“ (埃及幻想) – „Ägyptisches Trugbild“,
- und „??? no shinnyū“ (藐姑射の神入) „Miǎo gūyè wird zur Gottheit“.

1920 bereiste Shindō China und Korea und studierte dort die traditionelle ostasiatische Kunst. Ab 1929 hielt er sich fünf Jahre lang in Europa auf und zeigte auf verschiedenen Ausstellungen seine Bilder. 1931 war er auf der „Ausstellung japanische Malerei“ in Berlin zu sehen. Im Zweiten Weltkrieg war er als „Maler an der Front“ (従軍画家, Jūgun gaka) in China tätig.
Nach dem Krieg besuchte Shindō 1972 Indien und Nepal. 1975 wurde sein Bild „Kakiemon Ōtsubo“ (柿右衛門大壺) – „Großer Krug im Kakiemon-Stil“ mit dem Preis des Ministerpräsidenten ausgezeichnet.